# Rosario Cacopardo
Rosario Cacopardo, detto "Saro" (Savoca, 19 giugno 1903 – Messina, 8 luglio 1953), è stato un politico italiano, esponente antifascista del Movimento Indipendentista Siciliano, deputato all'Assemblea Regionale Siciliana nella prima legislatura, tra il 1947 ed il 1951.

## Biografia
Figlio di Giuseppe Cacòpardo Crisafulli (1859–1926) e di Giuseppa La Spada (1866–1953), era membro di una delle famiglie più agiate di Savoca, appartenenti al ceto aristocratico-latifondista della zona. Il padre era nipote di Michele Crisafulli Trimarchi, primo preside della Facoltà di Medicina dell'Ateneo messinese, oltre che cugino di primo grado del politico fascista Michele Crisafulli Mondio e della madre del politico liberale Vincenzo Michele Trimarchi. Dopo aver conseguito la laurea in giurisprudenza presso l'Università degli Studi di Messina, iniziò ad esercitare la professione di avvocato nel capoluogo peloritano nello studio legale della famiglia di Michelangelo Trimarchi, come esperto di diritto amministrativo.
Nel 1942 aderì al neonato Movimento Indipendentista Siciliano insieme con Andrea Finocchiaro Aprile, Attilio Castrogiovanni, Concetto Gallo, Antonino Varvaro. Fu un importante collaboratore di Lucio Tasca e di Salvatore Gallo Poggi, con il quale svolse un ruolo attivo come indipendentista nella fase dello sbarco degli Alleati e nella costituzione del cosiddetto "blocco agrario latifondista".
Ai vertici del movimento nel messinese, nel 1947 fu eletto, nel collegio di Messina, deputato all'Assemblea Regionale Siciliana con 8.041 preferenze; rimarrà in carica per tutta la legislatura, fino al 1951.
Fu amico personale e collaboratore di Giuseppe Alessi, primo presidente della Regione Siciliana.
Nel 1948 fu il principale fautore della riconquistata autonomia del suo paese natale, che era stato soppresso dal regime fascista nel 1928 ed accorpato al limitrofo comune di Santa Teresa di Riva. Rosario Cacòpardo aveva un fratello di nome Paolo che fu sindaco di Savoca tra il 1948 ed il 1958.
Nel 1953 si presentò alle elezioni politiche come candidato del PCI nel collegio senatoriale di Messina. In occasione del comizio conclusivo di detta campagna elettorale, nel giugno 1953, venne colpito da infarto. A causa di detta infermità, poche settimane dopo, senza peraltro risultare eletto, morì prematuramente all'età di cinquant'anni.